# Кременецкий уезд
Кремене́цкий уе́зд — административная единица в составе Волынской губернии Российской империи. Административный центр — город Кременец. 

## География
Площадь уезда составляла 3041 кв. вёрст.
На севере граничил с Дубенским, на северо-востоке — с Острожским и на юго-востоке — с Староконстантиновским уездами Волынской губернии. Юго-западная часть уезда граничила с Австро-Венгрией.
Располагался в западной части губернии. Поверхность преимущественно холмистая, много гористых пространств. В уезд входили отроги Авратынской возвышенности. Наибольшая высота которых, около 335 м.
Главные реки уезда: Стыр (сплавная) по северо-западной части, Иква (сплавная) посередине уезда, Устье (приток Горыни).

## История
Уезд образован в 1795 году в составе Волынского наместничества. В 1797 году уезд вошёл в состав Волынской губернии. В Первую мировую войну на территории уезда велись боевые действия. К осени 1915 года уезд был занят австро-германским войсками. В 1921 году территория уезда по Рижскому договору вошла в состав Кременецкого повята Волынского воеводства Польши.

## Население
Согласно переписи населения Российской империи 1897 года в уезде проживало 219 934 человека (украинцы - 177 471, евреи - 26 887, русские - 7444, поляки - 6630. Прирост населения за период с 1882 до 1898 год составил 36 324 человека.
Главное занятие жителей — земледелие. Основные культуры: рожь, пшеница, овес, ячмень, гречиха, картофель, сах. свекла и табак. Развитое огородничество.

## Административное деление
В 1913 году в состав уезда входило 16 волостей: 
| - Борсукская — с. Борсуки, - Бережецкая — м. Бережцы, - Борецкая — с. Борки, - Белозерская — с. Белозерка, - Белокриницкая — м. Белокриница, - Вербовецкая — с. Вербовец, - Вишневецкая — м. Вишневец, - Вышгородская — м. Вышгородок, | - Дедеркальская — с. Большие Дедеркалы, - Заруденская — с. Заруды, - Олексивецкая — с. Олексивец, - Почаевская — м. Почаев, - Радзивиловская — м. Радзивилов, - Святецкая — с. Святец, - Шумская — м. Шумск, - Ямпольская — м. Ямполь, |